# Choi Su-bin
Choi Su-Bin (sinh ngày 14 tháng 10 năm 1988) là một cầu thủ bóng đá Hàn Quốc hiện tại thi đấu cho Mokpo City.

## Thống kê câu lạc bộ
| Thành tích câu lạc bộ | Thành tích câu lạc bộ | Thành tích câu lạc bộ | Giải vô địch | Giải vô địch | Cúp                   | Cúp                   | Tổng cộng | Tổng cộng |
| Mùa giải              | Câu lạc bộ            | Giải vô địch          | Số trận      | Bàn thắng    | Số trận               | Bàn thắng             | Số trận   | Bàn thắng |
| Nhật Bản              | Nhật Bản              | Nhật Bản              | Giải vô địch | Giải vô địch | Cúp Hoàng đế Nhật Bản | Cúp Hoàng đế Nhật Bản | Tổng cộng | Tổng cộng |
| --------------------- | --------------------- | --------------------- | ------------ | ------------ | --------------------- | --------------------- | --------- | --------- |
| 2012                  | Matsumoto Yamaga FC   | J2 League             | 8            | 1            |                       |                       |           |           |
| Quốc gia              | Nhật Bản              | Nhật Bản              | 8            | 1            | 0                     | 0                     | 8         | 1         |
| Tổng                  | Tổng                  | Tổng                  | 8            | 1            | 0                     | 0                     | 8         | 1         |